# 小威廉·基恩
小威廉·威廉姆斯·基恩（英語：William Williams Keen Jr.，1837年1月19日—1932年6月7日）是一位美国医生，完成了美国第一例脑外科手术，先后诊疗过六名美国总统。